# Refutacions sofístiques

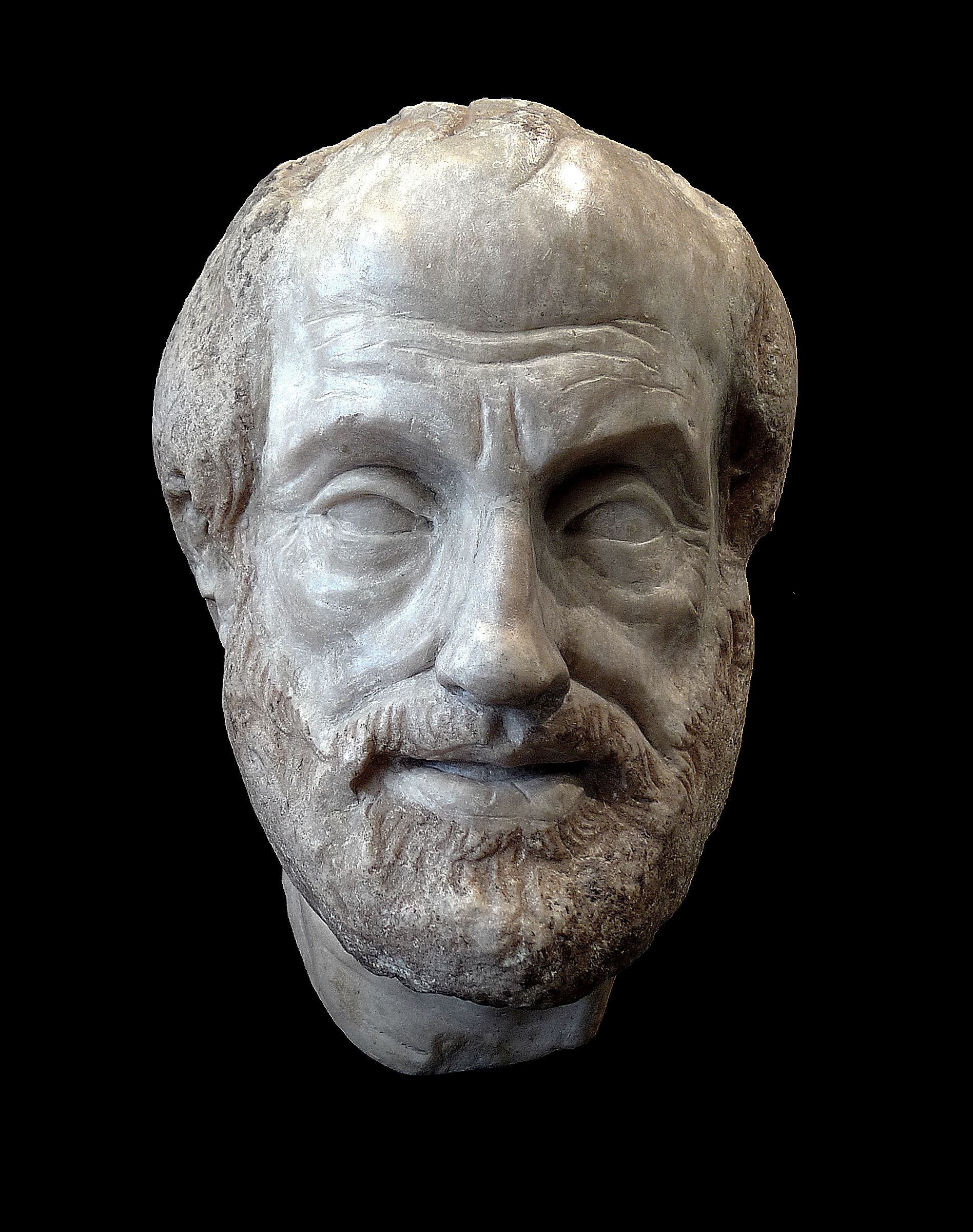
Bust d'Aristòtil (Louvre)

Refutacions sofístiques (grec: Περὶ σοφιστικῶν ἐλέγχωνen; lat.: De sophisticis elenchis) abreujat com Soph.) és un text d'Aristòtil que forma part de l'Òrganon aristotèlic i tracta sobre les fal·làcies. Aristòtil identifica tretze fal·làcies diferents, que classifica en dos grups: les que depenen del llenguatge i les que no. En el primer grup inclou els arguments que es poden invalidar o no segons un d'aquests sis factors:
- Accent o èmfasi
- Amfibologia
- Error
- Composició
- Divisió
- Recursos literaris

En el segon grup hi ha els arguments la invalidesa dels quals no depén del llenguatge, sinó d'un d'aquests set factors:
- Accident (fal·làcia)
- Afirmació del conseqüent
- Accident invers
- Conclusió irrellevant
- Petició de principi
- Causa qüestionable
- Pregunta capciosa